# Evan Hunter
Evan Hunter, ur. Salvatore Albert Lombino, znany jako Ed McBain (ur. 15 października 1925, Nowy Jork, zm. 6 lipca 2005) – pisarz i scenarzysta amerykański.

## 87 posterunek
Pisarz opublikował jako Ed McBain serię kilkudziesięciu powieści o 87. posterunku policji w dzielnicy Isola, będącej odpowiednikiem Manhattanu. Akcja toczy się także w Bethtown (Staten Island), Calm's Point (Brooklyn), Majesta (Queens) i Riverhead (Bronx). Isola leży nad rzekami Harb i Dix. Na podstawie powieści nakręcono serial telewizyjny i kilka filmów. Bohaterem wielu powieści jest detektyw Steve Carella, który ma głuchoniemą żonę. Pisarza zainspirował serial radiowy i telewizyjny Dragnet z lat 1950.
Akira Kurosawa wykorzystał motywy jednej z powieści w swoim filmie Niebo i piekło.

## Scenariusze
- Ptaki (film)